# Городищенське болото
52°06′40″ пн. ш. 26°22′03″ сх. д. / 52.11111° пн. ш. 26.36750° сх. д.
Городищенське болото (біл. Гарадзішчынскае балота) — болото в  Пінському районі Берестейської області  Білорусі по обох берегах Прип’яті між гирлами річок Піни і Ясельди.

## Опис болота
Стік болота в Прип’ять і Ясельду. Площа 8,5 тис. га. Глибина  торфу до 2,8 м, 1,2 м середня, ступінь розкладу 43 %, зольність 38,6 %. Є піщані острови.

## Флора
Болото в природному стані. Зростає чагарник та осоки. Використовується як сінокіс.